# Ханссон, Свен
Свен Ханссон (швед. Sven Hansson) — шведский лыжник, призёр чемпионата мира.  

## Карьера
На чемпионате мира 1937 года дважды был четвёртым, в гонке на 18 км и эстафете
На чемпионате мира 1938 года в команде вместе с Дональдом Юханссоном, Сигурдом Нильссоном и Мартином Матсбу завоевал бронзовую медаль в эстафете, кроме того занял 15-е место в гонке на 18 км и 16-е место в гонке на 50 км.
Других значимых достижений в лыжных гонках на международном уровне не имеет, в Олимпийских играх никогда не участвовал.